# Corriere dello Sport
O Corriere dello Sport (em português "Correio do Esporte") é um jornal diário italiano em formato Standard, impresso em Roma dedicado aos esportes. Fundido com o diário Stadio em 1948.